# Michelle Akers
Michelle Anne Akers (ur. 1 lutego 1966 w Santa Clara w Kalifornii) – amerykańska piłkarka.

## Życiorys

### Początek kariery
Akers zaczynała karierę na University of Central Florida. Aż czterokrotnie wybierana była do All American-Team. Do dziś jest najskuteczniejszą zawodniczką drużyny UCF Knights.

### Kariera reprezentacyjna
Akers grała w kobiecej reprezentacji USA od jej założenia w 1985. Pierwszą oficjalną bramkę w spotkaniach międzypaństwowych zdobyła 18 sierpnia 1985 w meczu z Włoszkami.
Michelle Akers zdobyła ze swoją drużyną dwa mistrzostwa świata. Pierwsze w 1991 w Chinach, gdzie strzeliła 10 bramek i zdobyła Srebrną Piłkę dla drugiej najlepszej zawodniczki turnieju. W roku 1995 Akers zagrała tylko w meczu otwarcia. Opuszczała boisko z rozbitą głową. Kolejne mistrzostwa w 1999 w Stanach Zjednoczonych zakończyły się kolejnym sukcesem Amerykanek oraz samej Akers, która tym razem dostała nagrodę za trzecie miejsce w klasyfikacji najlepszych zawodniczek turnieju.
W sumie w finałach mistrzostw świata zdobyła 12 bramek, co plasuje ją jako 2. na liście wszech czasów strzelczyń goli w turniejach finałowych mistrzostw świata, a piastowała pozycję pierwotnej liderki nieprzerwanie do 17 września 2007, kiedy została prześcignięta przez reprezentantkę Niemiec Birgit Prinz.
W całej reprezentacyjnej karierze podczas 153 gier strzeliła 105 bramek.
Michelle Anne Akers skończyła karierę zawodniczą 24 sierpnia 2000 roku z powodu problemów zdrowotnych.